# Estupor

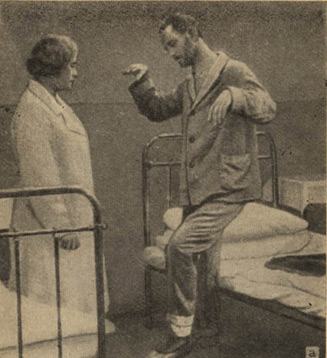
Un paciente en estupor catatónico.

Estupor es la falta de función cognitiva crítica y nivel de conciencia en el que un paciente está casi en su totalidad sin responder y sólo responde a estímulos tales como el dolor. Una persona también está rígida y muda y sólo parece estar consciente porque los ojos están abiertos y siguen los objetos circundantes. La palabra deriva del estupor latino ("entumecimiento, insensibilidad"). Se caracteriza por las alteraciones de las reacciones a los estímulos externos, generalmente aparece en las enfermedades infecciosas, los estados tóxicos complicados (por ejemplo, los metales pesados), la hipotermia severa, las enfermedades mentales (por ejemplo, la esquizofrenia, la depresión clínica severa), la epilepsia, las enfermedades vasculares (por ejemplo encefalopatía hipertensiva), un suceso traumático como el conocimiento de una muerte o sobrevivir a un accidente de coche, neoplasias (por ejemplo, tumores cerebrales), deficiencia de vitamina D y otras enfermedades.

## Síntomas
Si no es estimulado externamente, un paciente con estupor estará en un estado somnoliento la mayor parte del tiempo. En algunos casos extremos de trastornos graves de depresión el paciente puede quedarse inmóvil, perder el apetito y enmudecer. Se pueden producir períodos cortos de respuesta restringida mediante una intensa estimulación (por ejemplo, dolor, luz brillante, ruido fuerte, shock, etcétera).